# أندرو بارسونز
أندرو بارسونز ( بالإنجليزية Andrew Parsons ) وهو سياسي أمريكي ينتمي إلى الحزب الديمقراطي والحاكم العاشر لولاية ميتشيغان ولد أندرو بارسونز في 22 تموز - يوليو من سنة 1817 في ولاية نيويورك انتقل بارسونز إلى إقليم ميتشيغان قي سنة 1835. شغل أندرو بارسونز منصب الحاكم على ولاية ميتشيغان في 8 أذار من سنة 1853 عندما استقال الحاكم روبرت ماكليلاند في أذار من سنة 1853 ليصبح وزيرا للداخلية في عهد الرئيس الأمريكي فرانكلين بيرس. وقد شغل بارسونز منصب حاكم على ولاية ميتشيغان إلى 3 كانون الثاني من سنة 1855. توفي أندرو بارسونز في 16 حزيران - يونيو من سنة 1855 في ولاية ميتشيغان أي بعد خمسة أشهر من تركه منصب حاكم الولاية عن عمر يناهز 37 عاما.